# 馬兜鈴酸事件
馬兜鈴酸事件，2003年至2009年間在台灣發生醫療與食品安全爭議。因國外研究指出含馬兜鈴酸的中藥材可能造成腎衰竭，包括台北榮總與新光醫院等，希望禁用含馬兜酸藥材，因而引發中醫與西醫之間的爭議。

## 背景
1992年，比利時發生婦女服用香港進口的減肥中藥，發生腎衰竭，其中含防己和厚朴，引起醫學界注意。1993年，比利時布魯塞爾自由大學（Université Libre de Bruxelles）發表了論文，認為這些發生腎臟纖維化的案例，與服用中藥有關。隨後多篇研究，將致病原因指向於含馬兜鈴酸的中藥材。

## 事件經過[來源請求]
2000年，美國藥物食品管理局，禁止含馬兜鈴酸之草藥及製品輸入美國。中華民國行政院衛生署中醫藥委員會召開會議討論此事，與會中醫師認為，美國使用單方，容易致病；台灣使用複方，講究君臣佐使，含馬兜鈴酸之藥材通常搭配其他藥材使用，不容易有副作用。而且，成藥多有副作用，只要謹守劑量、服用天數上限，就不會出現問題。衛生署因此決定不禁用，但要求相關藥材要加註警語，由醫師處份使用。
2003年11月，台灣台北榮民總醫院臨床毒物科醫師吳明玲在「中草藥中毒研討會」發表相關研究，分析54名腎臟癌、輸尿管或膀胱癌病患，其中近三成病患長期使用中草藥，其中多項中藥材被檢出馬兜鈴酸，三人出現腎衰竭及膀胱尿路上皮癌，認為馬兜鈴酸有極強的腎毒性，並可能致癌。吳明鈴主張全面禁用含馬兜鈴酸的中藥材。在研究發表之後，擔心中藥材銷路變差，台灣中醫界與中藥商對此表示不滿。台北榮民總醫院副院長雷永耀出面道歉，改口稱只有腎功能不好的人需要禁用。
榮民總醫院毒藥物防治諮詢中心主任鄧昭芳，向衛生署提出報告，根據文獻與病例資料，認為應禁用含馬兜鈴酸的中藥材。衛生署中醫藥委員會，宣布禁用關木通、廣防己、青木香、天仙藤、馬兜鈴等五種含有馬兜鈴酸的中藥，並註銷含有馬兜鈴酸中藥製劑的五十張藥證，包括補肺阿膠散、治嗽散、運功散等。遭到註銷的中藥製劑即日起必須下架，並在三個月內回收，違者最高可處五年以下的有期徒刑。
中醫師公會全聯會理事長林昭庚反對這項措施，認為「藥即是毒」，馬兜鈴酸有腎毒性，和西藥的抗生素、止痛藥有肝、腎毒性相同，這些藥物對某些疾病的療效顯著，只要在藥物包裝上充分說明副作用和標示警語，無損臨床價值。如果衛生署以藥品有副作用為禁用標準，將造成大部分西藥和中藥都無法使用的困境，因此反對貿然禁用，應以限制使用為宜。
吳明玲再度在中草藥肝毒性學術研討會中發表研究，指稱有數百種中藥材具肝毒性。並舉出病例，台灣一名一歲多幼兒因罹患神經性纖維瘤服用中藥偏方後，引起猛爆性肝炎死亡。立法委員邱永仁、中醫師公會理事長林昭庚、中藥商公會全聯會理事長林天樹等人，率眾到榮民總醫院開說明會，要求撤銷吳明玲的醫師執照。吳明玲出面道歉，並願意在報上刊登廣告澄清。

## 後續事件
2008年，在北縣汐止市執業的中醫師王韻凱，因身體不適送醫，榮民總醫院發現他長期服用GMP藥廠科達製藥公司生產銷售的龍膽瀉肝湯錠劑，當中使用含有馬兜鈴酸成份的藥材關木通，造成腎衰竭，需長期洗腎。
2013年8月，馬兜鈴酸引發泌尿道上皮癌的基因突變終於揭曉。林口長庚醫院泌尿腫瘤團隊與新加坡國立癌症中心合作，找出「目前已知最強致癌物」馬兜鈴酸引起的所有突變基因，且首次發現其可能導致肝癌，呼籲民眾不要食用含馬兜鈴酸或來路不明的中草藥。
2025年7月，自然期刊指出馬兜鈴酸可能導致不抽菸的人罹患肺癌 